# 后螺龍慶宮
23°38′15″N 119°32′03″E / 23.637528°N 119.534168°E
后螺龍慶宮，臺灣澎湖縣西嶼鄉廟宇，位於合界村東甲后螺，主祀觀音佛祖，西嶼澳角頭廟。

## 沿革
清領時期今西嶼鄉合界村本有兩個聚落，分別為「合界頭社」與「后螺社（亦有載後螺）」，「后螺社」因有一片窪地，在雨後常出現一群田螺供當地婦女採拾，因而得名。日治時期因應行政區域調整，后螺被併入合界村，后螺因聚落地理位置偏東，廣義上屬合界東甲地區，沿襲迄今。:196
合界與后螺原本皆以「合界威揚宮」為村落公廟，但因舉辦普渡時都在合界村舉辦，后螺居民必須大費周章搬運供桌，甚感不便，遂於民國58年（1969年）另行奉后螺龍慶宮為角頭廟，並自行安置五營，建立后螺祭祀圈。
后螺龍慶宮主祀神明引據施添福《臺灣地理辭書（卷六）澎湖縣》，主祀神明為文衡聖帝，觀音佛祖僅為副祀；而根據許玉河、陳英豪所著的《澎湖縣馬公市觀音亭志》，僅有主祀觀音佛祖的記述。
后螺龍慶宮坐落於后螺聚落西側，其開基年份不詳，僅知日治時期昭和七年（1932年）間，后螺鄉佬便有商議重修之紀錄。民國56年（1967年），陳東來、陳主等又有擴建之議，並於民國58年（1969年）入火，順利於民國60年（1971年）落成。
民國108年（2019年），后螺龍慶宮發起重修，因后螺居民人口寥寥，僅有十戶人家，在14名重建委員的奔走之下，在半年內便募集高達新台幣1200萬元的重建經費，被蔚為全澎美談。原廟則於民國108年（2019年）年初拆除，同年農曆十月十八日（西曆11月14日）便舉辦入火大典，新廟宣告竣工；四方募集而來的新台幣1200萬元，約莫八百萬元用於興建廟宇，落成科儀等慶典活動約需兩百萬元，剩餘款項則挹注於廟務日常的營運經費當中。

## 圖輯

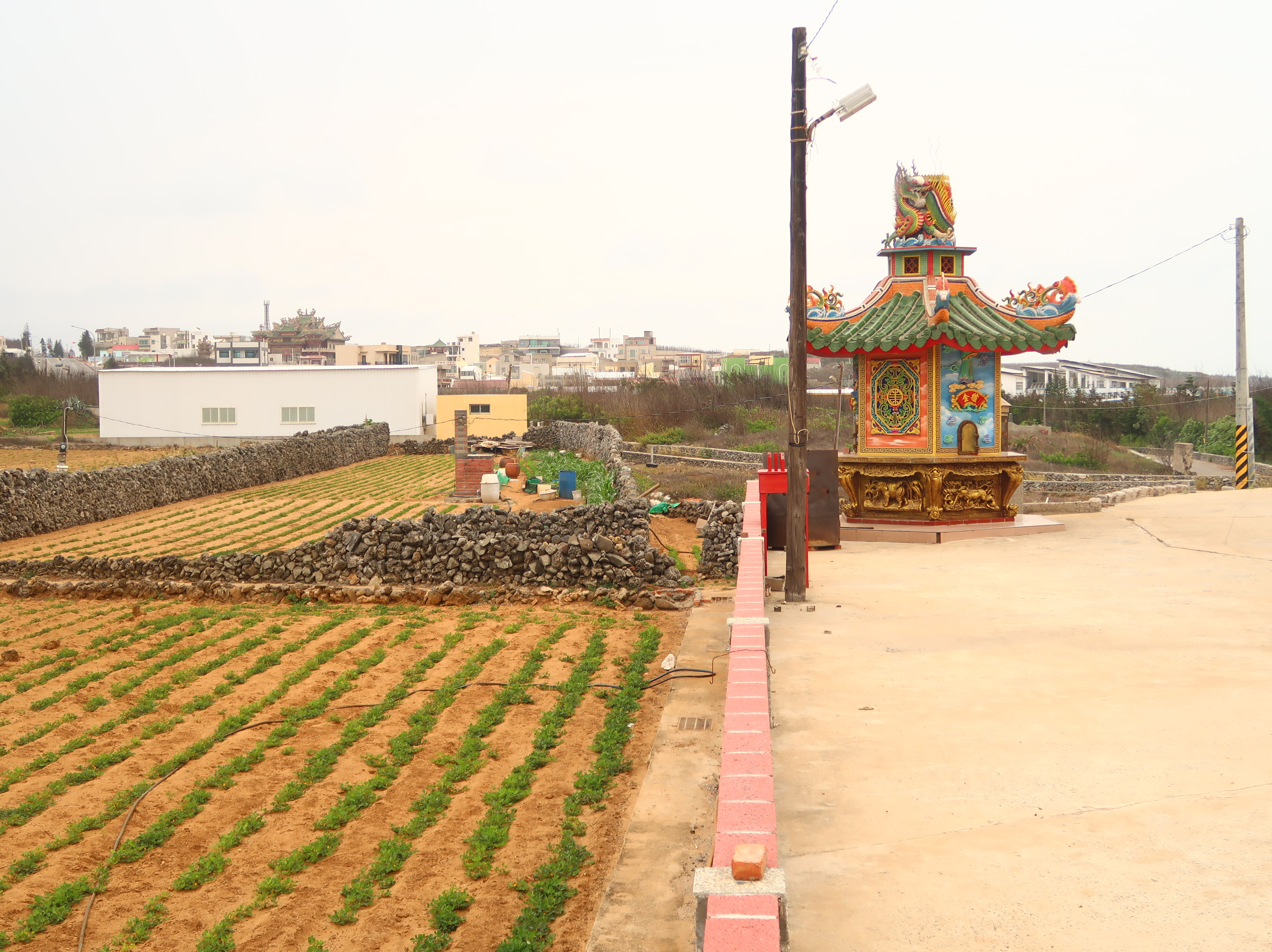
金爐與廟埕
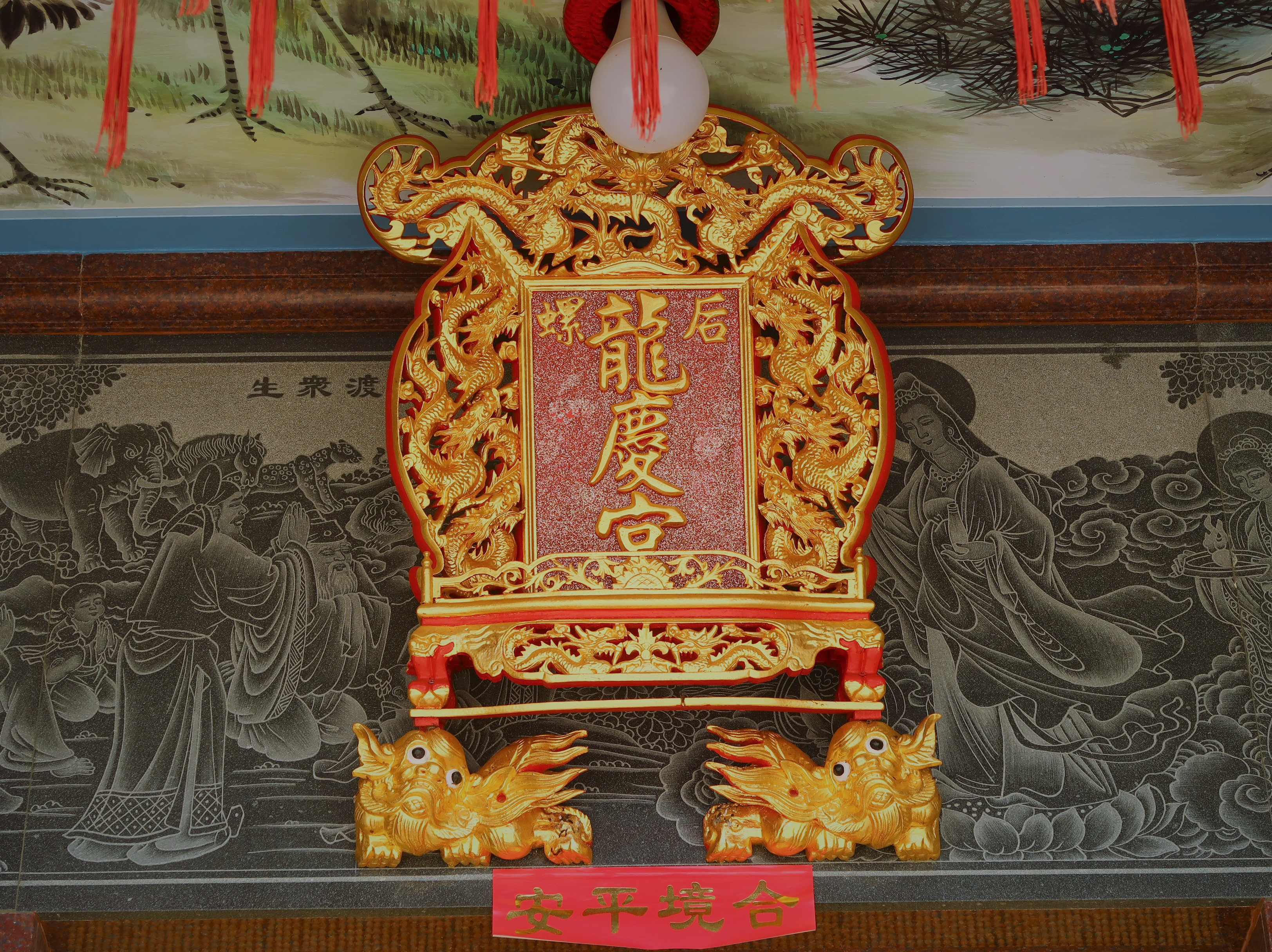
廟名額
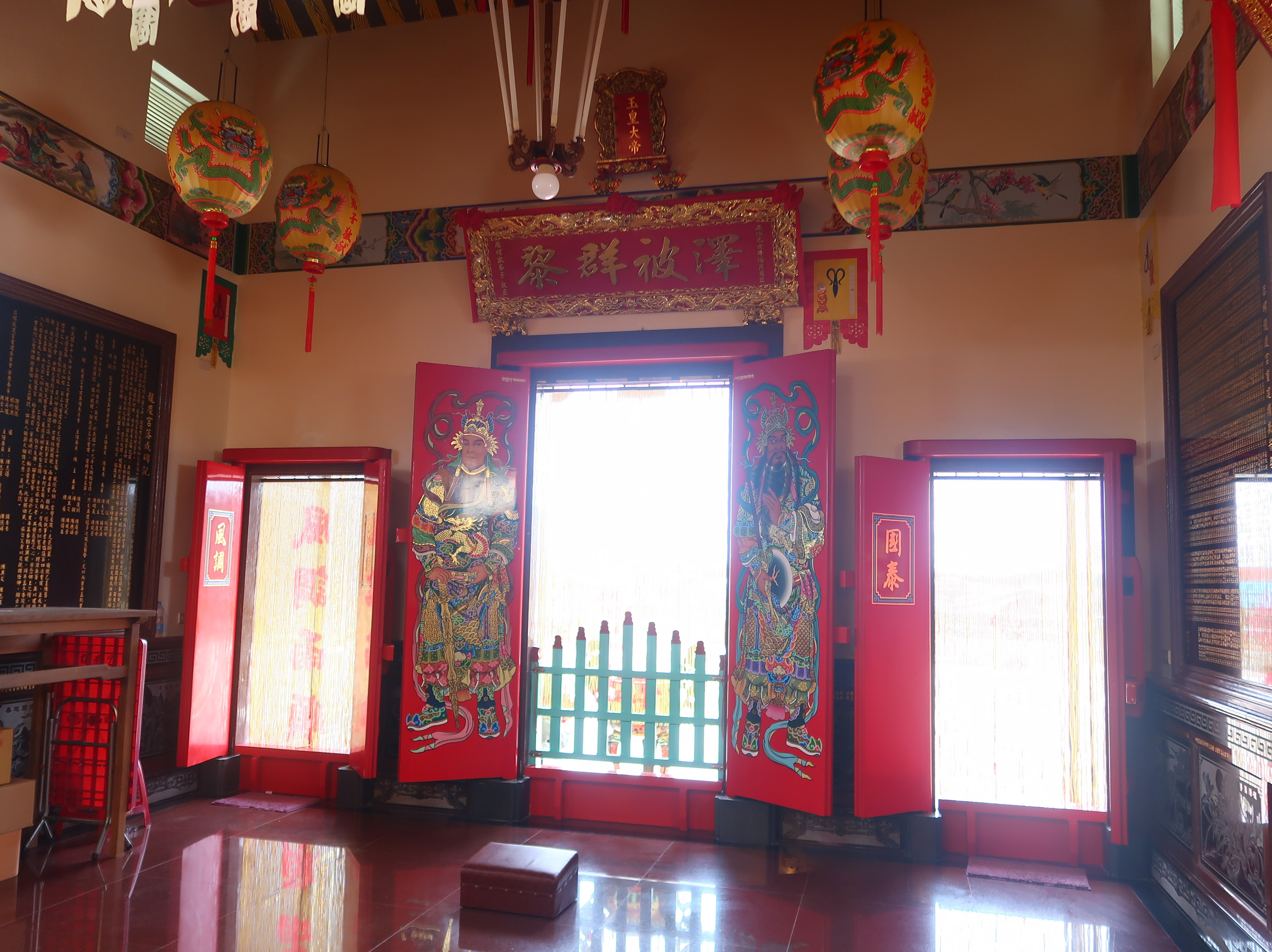
門神彩繪
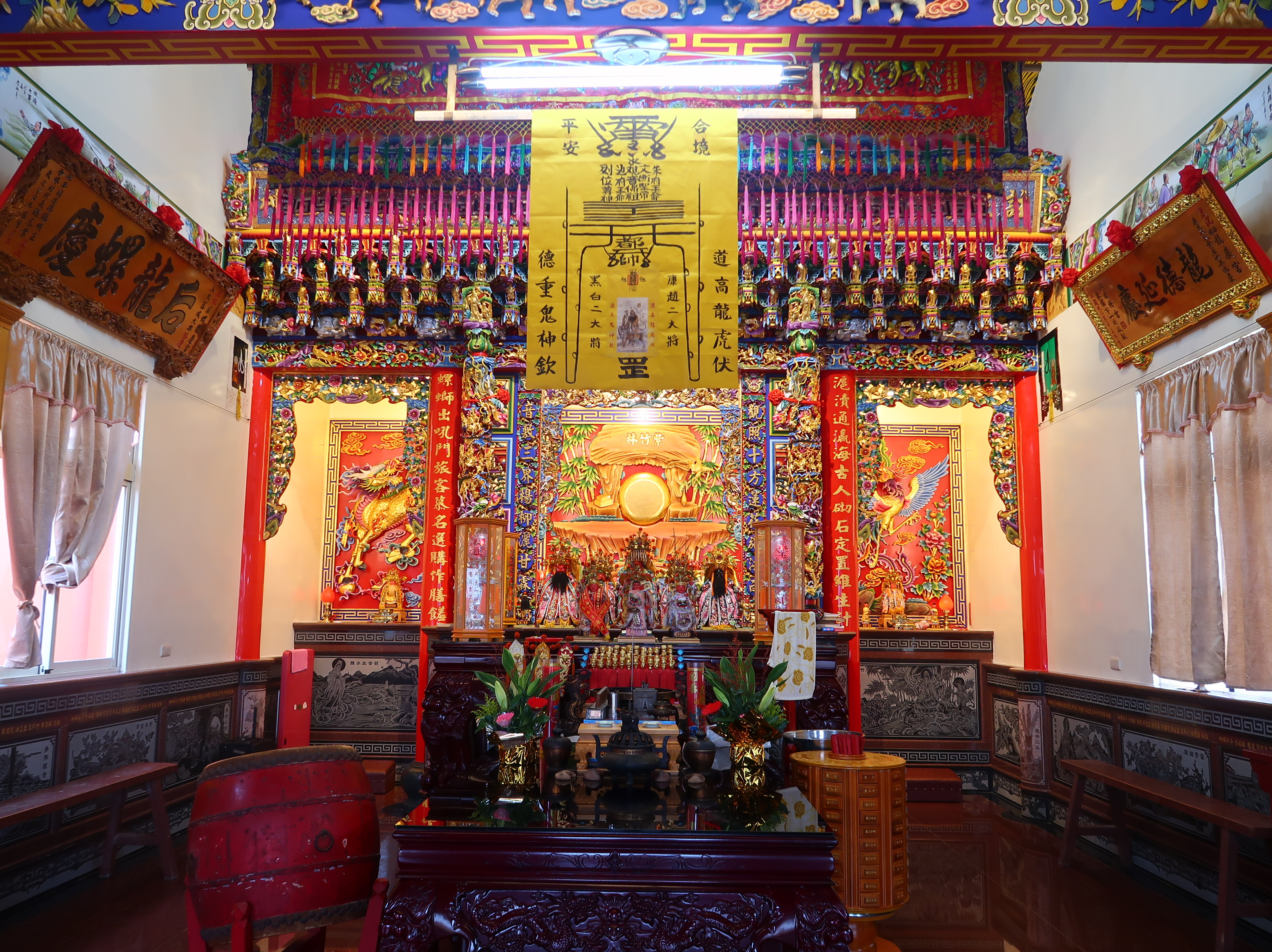
神明廳
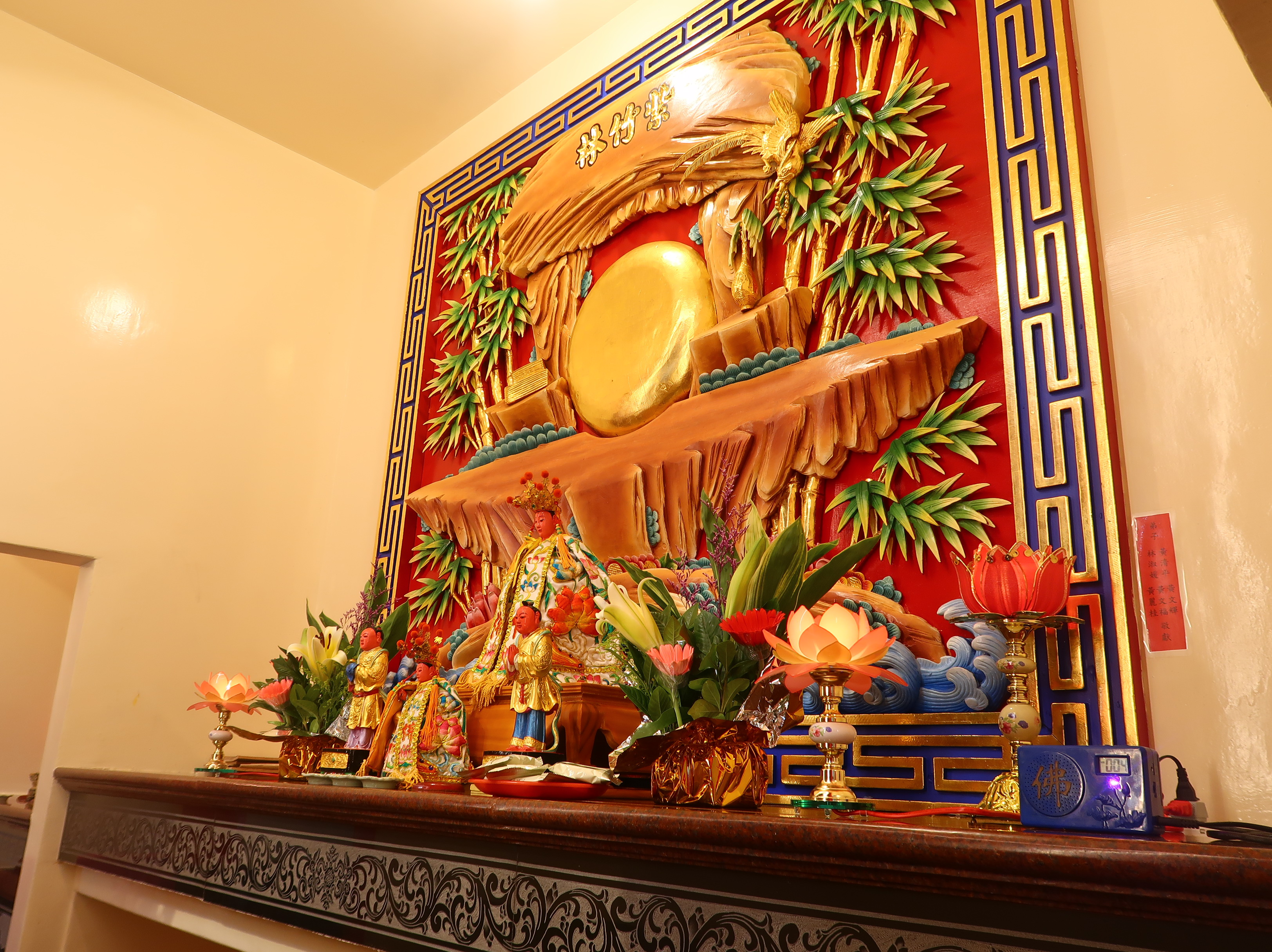
觀音佛祖
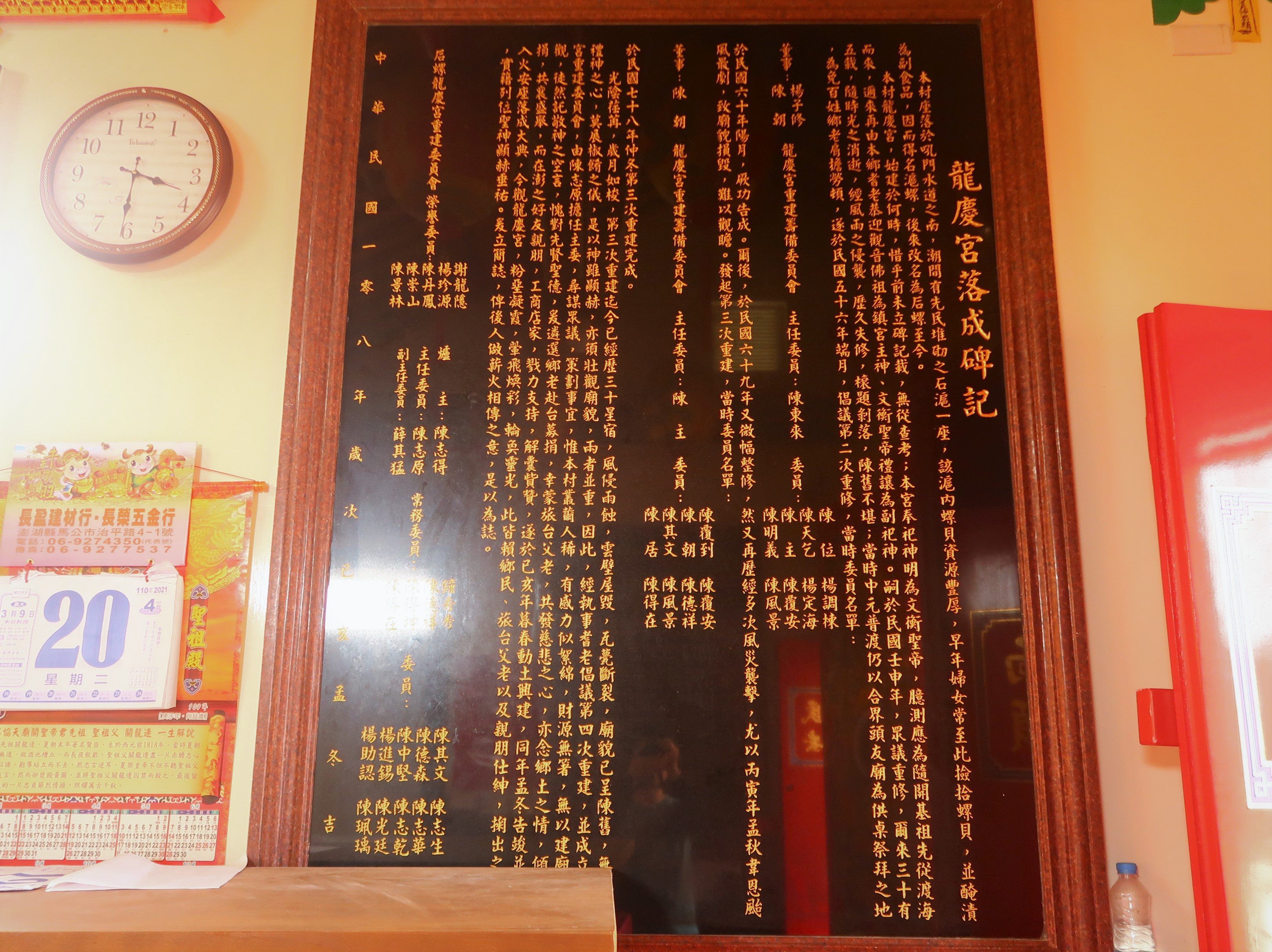
碑文
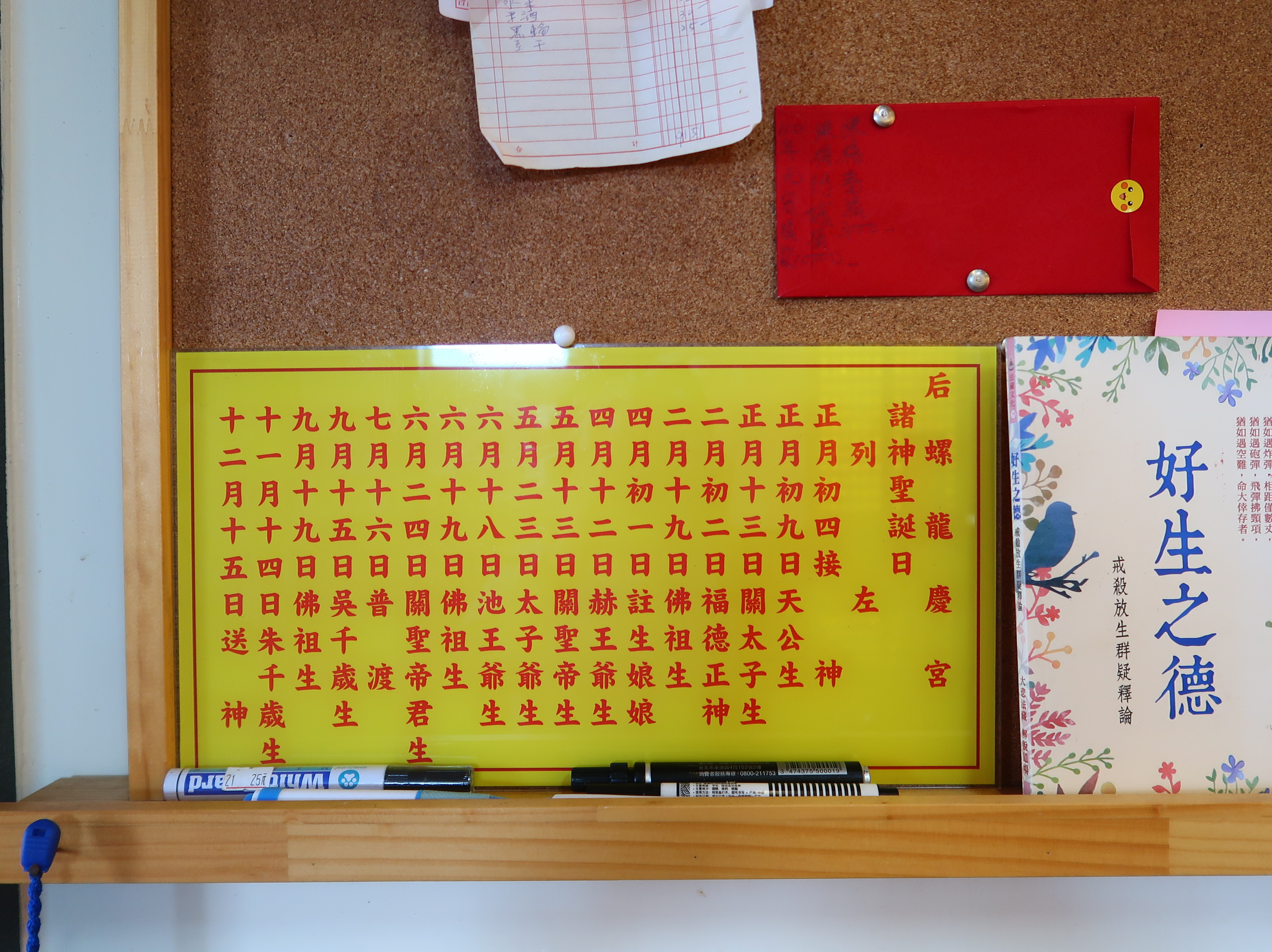
聖誕表